# Cuscuta americana
El bejuquillo o bejuco fideo (Cuscuta americana) es una planta parásita herbácea anual frecuentes en Cuba, México y Sudamérica. Es una planta parásita que se fija en el huésped con raicillas succionantes.

## Propiedades
- Una decocción de la planta endulzada se toma como bebida diaria.
- Se utiliza como cicatrizante de heridas.
- Como depurativo en casos de hepatopatías.

## Taxonomía
Cuscuta americana fue descrita por Carlos Linneo y publicado en Species Plantarum 1: 124. 1753.

## Nombres comunes
- Cabellos de Ángel (Chile), bejuco fideo (Cuba), hilo de oro (Venezuela), tzacatlscalli (México), tripas del diablo (México), zacatascal (México).[5]